# Catharsius sesostris
Catharsius sesostris là một loài bọ cánh cứng trong họ Bọ hung (Scarabaeidae).